# Тетяна Шлоссберг
Тетяна Селія Кеннеді Шлоссберг (5 травня 1990 , Мангеттен, Нью-Йорк ) — американська журналістка та письменниця, донька Керолайн Кеннеді, колишнього посла США в Японії, й онука Джона Ф. Кеннеді та Жаклін Кеннеді Онассіс. Працює репортером The New York Times, який висвітлює зміни клімату, а також для The Atlantic. Авторка книги «Непомітне споживання» (2019).

## Ранній життєпис та навчання
Тетяна Шлоссберг народилася в медичному центрі Weill Cornell в Нью-Йорку 5 травня 1990 року в сім'ї дизайнера Едвіна Артура «Еда» Шлоссберга та Керолайн Кеннеді. Вона — онука президента США Джона Ф. Кеннеді (1917—1963) та першої леді Жаклін Був'є Кеннеді (1929—1994). Мати Тетяни Шлосберг католичка ірландського, французького, шотландського та англійського походження, а її батько походить з православної єврейської родини українського походження. Вона виховувалась за принципами релігії своєї матері Шлоссберг має двох братів і сестер, Роуз і Джека.
Вона навчалася в Єльському університеті та закінчила його в 2012 році. У 2014 році вона отримала ступінь магістра американської історії в Оксфордському університеті.

## Кар'єра
Окрім написання для Times, Шлоссберг є авторкою книги «Непримітне споживання: вплив на навколишнє середовище, про який ви не знаєте», випущеної в серпні 2019 року видавництвом Grand Central Publishing. Вона була оглядачем Bloomberg View і репортером Bergen County Record.

### Публічні виступи
На 50-ту річницю вбивства Джона Ф. Кеннеді в 2013 році Тетяна Шлоссберг виступила із промовою та взяла участь у церемонії покладання вінків до меморіалу в Раннімеді в англійському графстві Суррей разом із послом США у Великій Британії, Метью Барзуном та Джонатаном Гіллом з британської палати лордів .

## Особисте життя
9 вересня 2017 року Тетяна Шлоссберг вийшла заміж за свого хлопця з коледжу Джорджа Морана в Мартас-Віньярді. Їхнє весілля відвідав колишній губернатор Массачусетса Деваль Патрік . У них є одна спільна дитина, яка є першим онуком Едвіна і Керолайн і першим правнуком Джона і Жаклін Кеннеді.